# مرکز آموزش جهاد کشاورزی مرودشت
مرکز آموزش جهاد کشاورزی مرودشت یک منطقهٔ مسکونی در ایران است که در دهستان رامجرد دو واقع شده‌است. مرکز آموزش جهاد کشاورزی مرودشت ۴۹ نفر جمعیت دارد.